# 새들백 교회

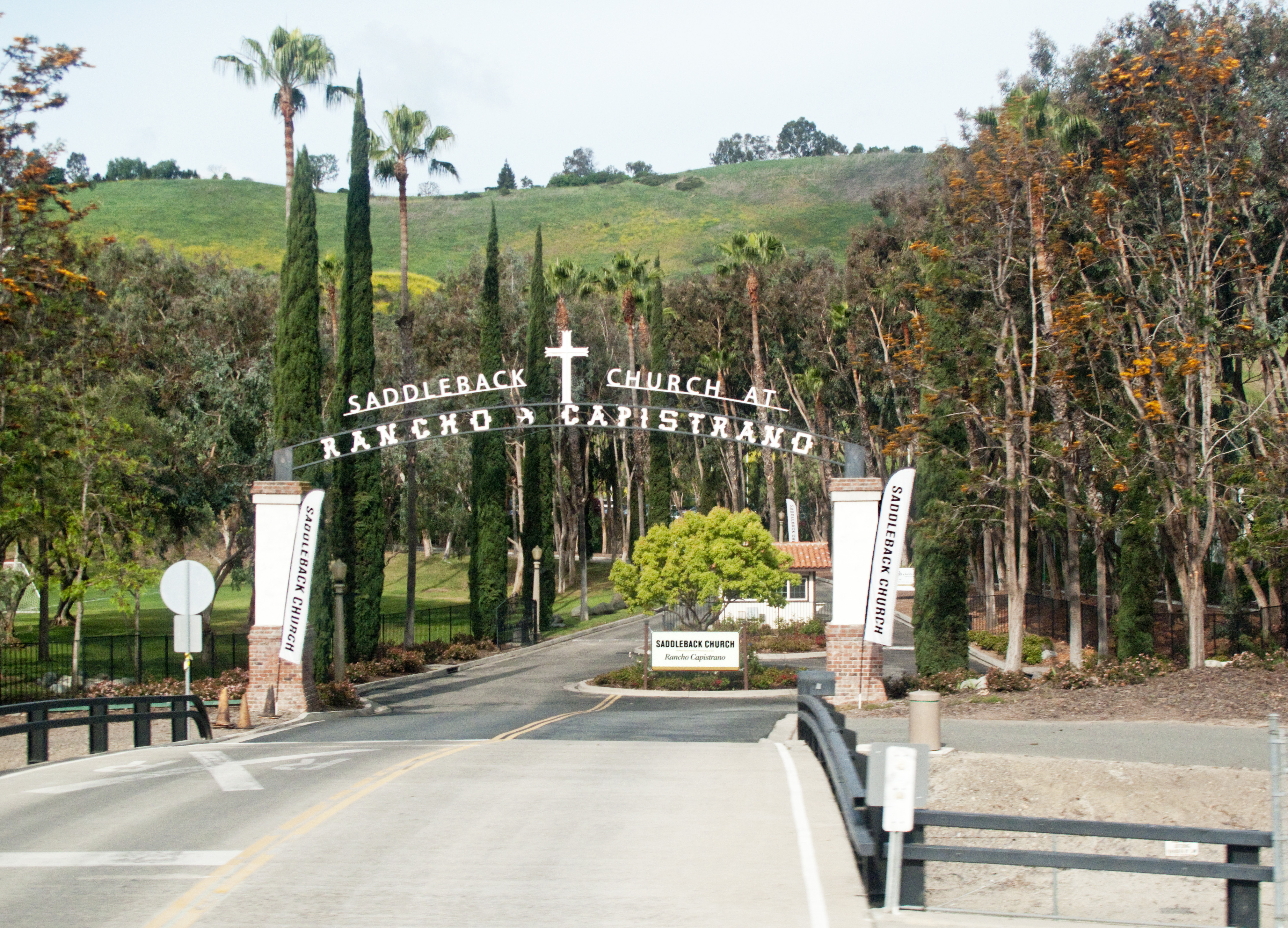
새들백교회 입구

새들백 교회(Saddleback Church)는 미국 캘리포니아주 오렌지 카운티의 래이크 포레트에  위치한 초대형 복음주의 교회이다. 1980년에 릭 워렌 목사에 의해서 설립되었고 교단은 미국 남 침례교 총회에 소속되어 있다. 매주 20000명 이상이 예배에 참석하고 있다. 현재 미국에 출석교인수로는 5번째로 큰 대형교회이다. 미국의 윌로우 크릭 교회와 더불어 초대형교회이다.

## 같이 보기
- 릭 워렌

## 참고 문헌
- 《Saddleback Church》 (official website).
- 《Rick Warren》 (official website).
- Purpose Driven Life
- “Civil Forum on the Presidency”, 《Relevant》 (magazine), 2008년 12월 16일에 원본 문서에서 보존된 문서, 2018년 2월 14일에 확인함.
- “Civil Forum”, 《Rick Warren News》, 2008년 11월 1일에 원본 문서 (transcript)에서 보존된 문서, 2018년 2월 14일에 확인함.
- 《Worship》 (Google Youtube) (channel), Saddleback Church.